# Кастанопсис
Кастанопсис (Castanopsis) — рід з вічнозелених дерев, що відносяться до родини букових. Рід містить понад 140 видів, які сьогодні обмежені тропічною та субтропічною Східною Азією. Всього в Китаї 58 видів, з 30 ендемічних; інші види трапляються далі на південь, через Індокитай до Індонезії, гірські райони Тайваню, а також в Японії.
Демонструють багато характерних для букових особливостей. Щонайменше є великими чагарниками, але деякі види виростають у великі дерева. Листя, як правило, жорстке, сильно склеротизоване та має добре розвинену кутикулу. Квітки одностатеві, чоловічі — в прямостоячих сережках. Зав'язі дають по одній насінині, але зібрані в невеликі грона. Плід — плюска, вид горіха, типовий для букових. Плюска (горіх) нагадує загострений жолудь ; купула (оболонка) тверда, як у букових горіхів, і колюча, як у каштанів. Три потовщені рубці проходять уздовж горіха.

## Використання та екологія
У своїй досить обмеженій зоні проростання кастанопсиси здатні населяти широкий діапазон від помірних до тропічних оселищ і часто є ключовими видами у своїх екосистемах. Їх є багато в різноманітних екотонах, таких як гірські дощові ліси Борнео, субтропічні вічнозелені ліси на Тайвані та помірні ліси у М'янмі. Як правило, вони є звичними у гірських лісах, у яких домінують букоцвіті і менш поширеними у субтропіних гірських лісах . В останніх вони є характерними елементами рослинності клімаксу по суті у всій континентальній Азії, а також на Тайвані.

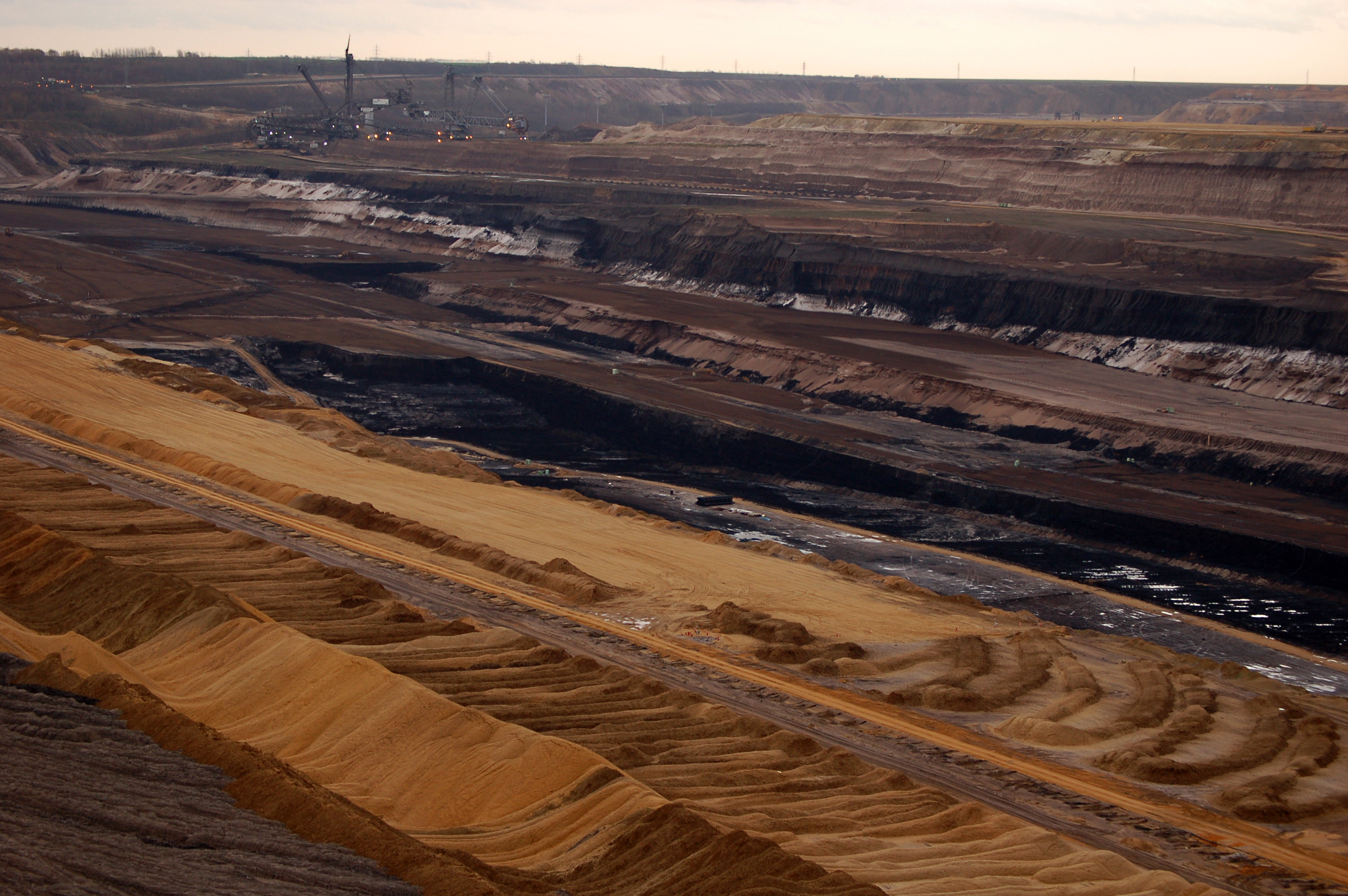
Відкритий видобуток скам'янілих видів роду кастанопсис у вигляді бурого вугілля. Гарцвайлер (Німеччина), 2006.

Рослини цього роду ростуть на багатьох типах ґрунтів, якщо вони не є вапняними. Кілька видів пристосувались до підзолистих, торфових, болотних та інших кислих та/або вологих ґрунтів, або ж до бідних сухих ґрунтів, поширених у посушливих місцях проживання. Навколо межі оліго-міоцену Castanopsis рясно ріс уздовж річок та на болотах тодішньої субтропічної Європи. Доісторична рослинне угруповання Castanopsietum oligo-miocenicum є джерелом значної частини родовищ бурого вугілля у Західній та Центральній Європі.
Більшість порід дають цінну деревину, але деякі з них стали рідкісними через неконтрольовані вирубки; C. catappaefolia навіть загрожує зникнення. Як зазначалося вище, найважливіше використання деревини Castanopsis — це її викопна форма. У 2001 році у Німеччині було видобуто 175 400 метричних тонн бурого вугілля — більшість з яких були колись деревами цього роду.
Як і у багатьох букових, горіхи багатьох видів Castanopsis є їстівними. Дерева можна вирощувати заради їх горіхів, але частіше їх використовують як лісові чи декоративні дерева, і горіхи збирають при нагоді. Серед багатьох тварин, таких як синиці, воронові, мишоподібні, олені та свині, горіхи також популярні як їжа.
У Мегуро в Токіо та Мацудо в Японії використовують shii (椎; Castanopsis cuspidata)  як один із муніципальних символів. Відомий та комерційно важливий гриб шиїтаке любить рости на деревині C. cuspidata і отримав загальну назву від цього: шиї-таке просто означає «гриб Castanopsis cuspidata».

## Вибрані види
Усього прийнято близько 140 видових назв. Деякі з них:
- Castanopsis acuminatissima (Blume) A. DC. (= Castanea acuminatissima Blume, Quercus junghuhnii Miq.)
- Castanopsis argentea (Blume) A. DC. (= Castanea argentea (Blume) Blume)
- Castanopsis argyrophylla King ex Hook. f.

- Castanopsis borneensis King
- Castanopsis buruana Miq.
- Castanopsis calathiformis

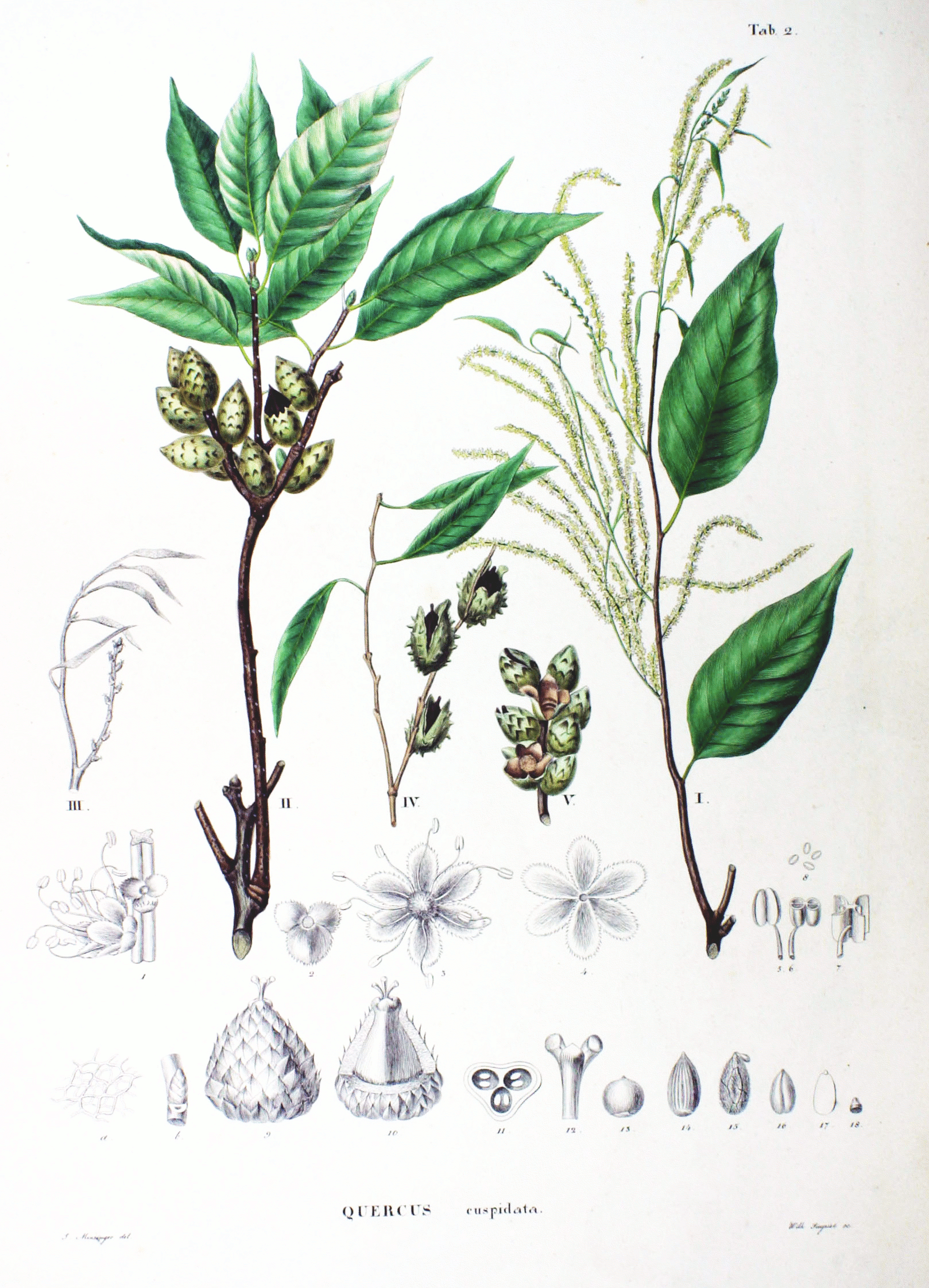
Шиї (Castanopsis cuspidata) із зображенням деталей

- Castanopsis carlesii (Hemsl. ) Хаята (= Quercus carlesii Hemsl.))
- Castanopsis catappaefolia
- Castanopsis ceratacantha
- Castanopsis cerebrina
- Castanopsis choboensis
- Castanopsis chunii
- Castanopsis clarkei
- Castanopsis clemensii Soepadmo
- Castanopsis concinna
- Castanopsis costata (Blume) A.DC.
- Castanopsis crassifolia
- Castanopsis curtisii
- Castanopsis cuspidata
- Castanopsis delavayi Franch.
- Castanopsis densinervia Soepadmo
- Castanopsis diversifolia (Kurz) King ex Hook. f. (= Castanea diversifolia Kurz)
- Castanopsis endertii Hatus. екс Соепадмо
- Castanopsis evansii Elmer
- Castanopsis eyrei (Champ. Ex Benth. ) Тутчер (= Castanopsis caudata Franch., Quercus eyrei Champ. Ex Benth.))
- Castanopsis fabri Hance (= Castanopsis stellatospina Hayata)
- Castanopsis fargesii франч. (= Castanopsis taiwaniana Hayata)
- Castanopsis fissa
- Castanopsis fordii
- Castanopsis foxworthyi Шотткі
- Castanopsis fulva Gamble
- Castanopsis globigemmata
- Castanopsis hainanensis
- Castanopsis hypophoenicea (Seemen) Soepadmo
- Castanopsis hystrix
- Castanopsis indica (Roxb. Ex Lindl. ) А. DC.
- Castanopsis inermis (Lindl. ) Бент. & Гачок. f. (= Callaeocarpus sumatrana Miq., Castanea inermis Lindl., Castanopsis sumatrana (Miq. ) А. DC.)
- Castanopsis javanica (Blume) A. DC. (= Castanea javanica (Blume) Blume, Fagus javanica Blume, Quercus discocarpa Hance, Quercus javanica (Blume) Дрейк)
- Castanopsis kawakamii
- Castanopsis kweichowensis
- Castanopsis lamontii
- Castanopsis lanceifolia (Kurz) Hickel & A. Camus
- Castanopsis longzhouica
- Castanopsis lucida (Nees) Soepadmo
- Castanopsis megacarpa Gamble
- Castanopsis mekongensis

- Castanopsis microphylla Soepadmo
- Castanopsis motleyana Кінг
- Castanopsis nephelioides
- Castanopsis oligoneura Soepadmo
- Castanopsis orthacantha
- Castanopsis ouonbiensis
- Castanopsis oviformis Soepadmo
- Castanopsis paucispina Soepadmo
- Castanopsis pedunculata Soepadmo

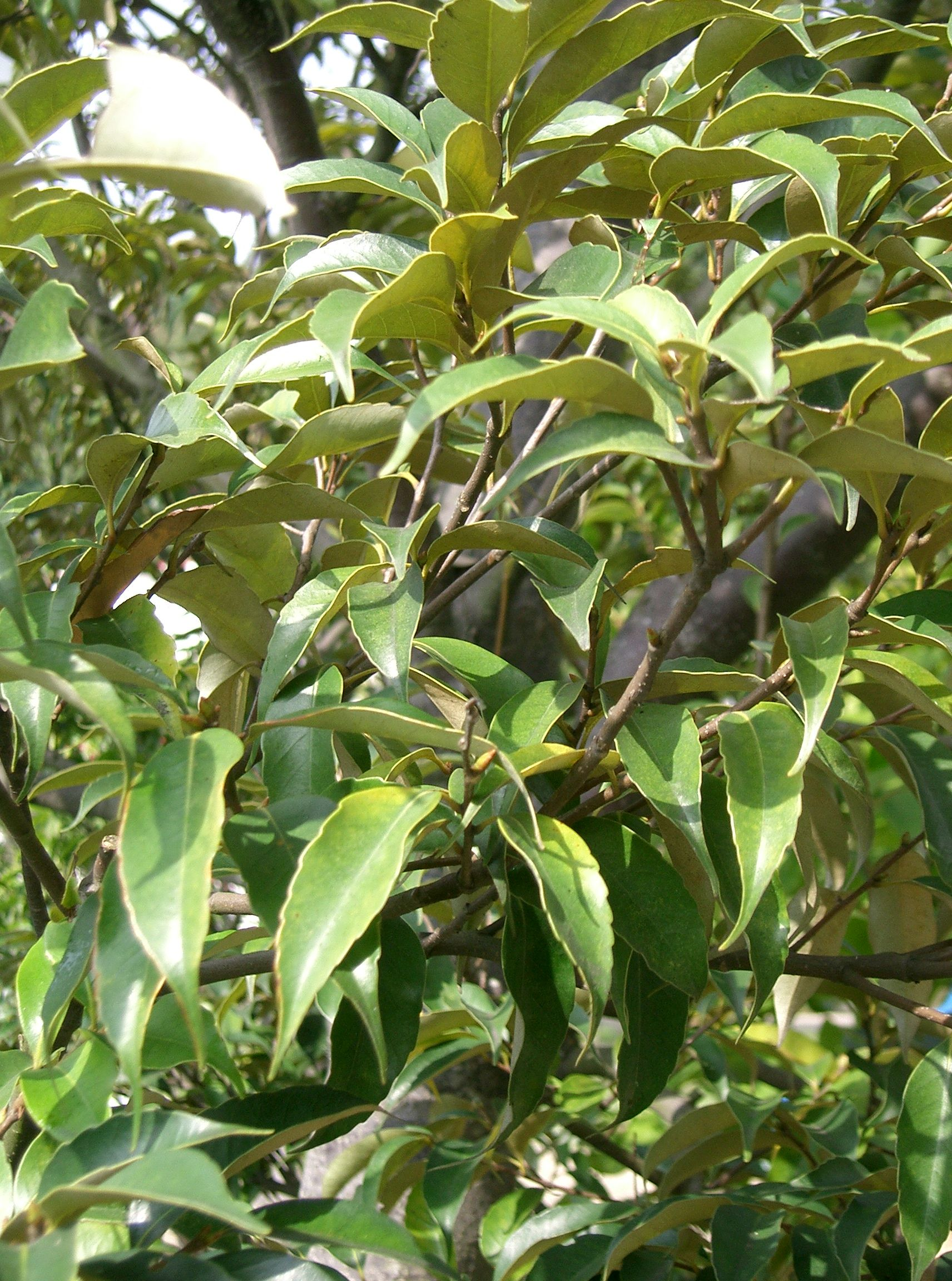
Листя Castanopsis sieboldii

- Castanopsis philipensis (Blanco) S. Vidal (= Fagus philipensis Blanco)
- Castanopsis pierrei Hance
- Castanopsis platyacantha
- Castanopsis psilophylla Soepadmo
- Castanopsis rockii
- Castanopsis sclerophylla (Lindl. & Paxton) Шотткі (= Quercus chinensis C. Abel, Quercus sclerophylla Lindl. & Paxton)
- Castanopsis scortechinii
- Castanopsis sieboldii (Makino) Hatus. (= Castanopsis cuspidata var. Sieboldii (Makino) Nakai, Pasania cuspidata var. Sieboldii Makino)
- Castanopsis tessellata Hickel & A. Camus
- Castanopsis tibetana Hance)
- Castanopsis tribuloides (Sm.) A. DC. (= Quercus tribuloides Sm.)
- Castanopsis tungurrut (Blume) A. DC. (= Castanea tungurrut Blume)
- Castanopsis uraiana
- Castanopsis wallichii
- Castanopsis wattii
- Castanopsis xichouensis

### Викопні дані
Викопні види, відомі з міоцену в Європі :
- Castanopsis pyramidata (Menzel) Kirchheimer
- Castanopsis salinarum (Unger) Кірхгеймера
- Castanopsis schmidtiana (Geinitz) Kräusel

Ці види відомі та ідентифікуються за плодами. Не зовсім зрозуміло, чи належать вони сюди чи до Chrysolepis, але біогеографічний зразок — два різновиди найрізноманітніші навколо Тихого океану, але відсутні в Північній Америці на схід від Скелястих гір  передбачає, що вони дійсно належать до Кастанопсисів. Крім того, таксони двох форм відносяться до залишків цих дерев, принаймні частково: викопна деревина Castanoxylon eschweilerense та викопна пилок Tricolporopollenites cingulum ssp. pusillus .
Castanopsis praefissa та Castanopsis praeouonbiensis описані з викопних зразків, зібраних із верхньої міоценової формації у провінції Чжецзян у Китаї. Викопне листя має оберненояйцеподібну до еліптичної форму із зазубреністю, переважно приуроченою до верхньої 1/3 листка. Викопна плюска (верхня частина жолудя) куляста з розгалуженими колючками і широко яйцеподібним горіховим рубцем. Викопне листя та плюску порівнювали з тими, що збереглися в цьому роді. Castanopsis praefissa виявляє найближчу спорідненість із C. fissa, а C. praeouonbiensis дуже нагадує C. ouonbiensis. Castanopsis praeouonbiensis і C. praefissa вимерли в цій області через охололий клімат від пізнього міоцену до наших днів у провінції Чжецзян.
Найдавніші відомі записи роду — це Castanopsis rothwellii та Castaneophyllum patagonicum з еоцену Патагонії.